# Орзіх Марко Пилипович
О́рзіх Марко Пилипович (26 жовтня 1925, Одеса — 31 липня 2016, там само) — український вчений-конституціоналіст, Академік Академії правових наук України (1992), Української академії політичних наук (1994), Української муніципальної академії (2000), доктор юридичних наук (1979), професор (1990), заслужений діяч науки і техніки України, почесний професор Національного університету «Одеська юридична академія». З 1997 по 2011 рр. — завідувач кафедрою конституційного права.

## Біографічна довідка
Марко Пилипович народився 26 жовтня 1925 року в м. Одесі в інтелігентній родині. Батько працював в органах НКВС, мати — в театрі оперети. Дід був відомим діячем караїмської громади на Півдні України. Навчався в Одеській спецшколі Військово-повітряних сил СРСР. Закінчив Серпуховське військово-повітряне училище. Брав участь у бойових діях у складі штурмових авіаційних полків, учасник розгрому берлінської групи німецьких військ та взяття Берліна. Після війни проходив військову службу у Німеччині. У 1954 р. М. П. Орзіх закінчив Одеський державний університет. Працював у прокуратурі, міліції, мав звання полковника міліції. З 1955 р. за сумісництвом викладає в Юридичному інституті, а з 1968 р. — старший викладач, доцент, професор, завідувач кафедрою. Одночасно обіймав посади заступника декана факультету, декана факультету університету та з часу заснування Одеської юридичної академії (1997 р.) проректора з міжнародних зв'язків.

## Наукова і громадська діяльність
Коло наукових інтересів Марка Пилиповича — теорія права, політологія, державне управління та місцеве самоврядування, конституційне право. Започаткував власну наукову школу людського виміру права. Автор понад 500 публікацій, у тому числі понад 10 монографій, 2 науково-технічних досягнення. На Установчих зборах юридичної громадськості країни обраний членом першого складу Президії Академії правових наук України та академіком-секретарем фахового відділення, був одним з академіків-засновників Української муніципальної академії, обраний дійсним членом Української академії політичних наук. Був радником Комітету з правової політики Верховної Ради України, експертом Конституційного Суду України, членом Науково-консультативних рад Вищого адміністративного суду та Вищого господарського суду України. Член правління і експерт Фонду місцевого самоврядування при Президентові України, радник Одеського міського голови, віце-президент Фонду сприяння розвитку культури народів Причорномор'я, заступник голови та юридичний консультант Асоціації культурної українсько-китайської співдружності та інш.
М. П. Орзіх — автор-виконувач, експерт щодо проектів Конституцій СРСР та УРСР (1977 p., 1978 p.), Конституції України (1996 р.). Виконував обов'язки експерта від України в Європейському суді з прав людини, офіційного представника держави у Комісії Ради Європи «За демократію через право» (Венеційська комісія).
Марко Пилипович нагороджений 34-ма державними нагородами СРСР та України, знаком «Гвардія», 8 грамотами-подяками Верховного Головнокомандувача Збройними Силами СРСР та іншими почесними відзнаками. Американським біографічним інститутом у 2004 році визнаний Людиною Року.
20 серпня 2010 року Указом Президента України значний особистий внесок у соціально-економічний, науково-технічний і культурний розвиток Української держави, вагомі трудові досягнення, багаторічну сумлінну працю нагороджений орденом «За заслуги» ІІ ступеня.

## Сімейне життя
Близько п'ятдесяти років надійним та дбайливим другом, радником та помічником у житті та діяльності Марка Пилиповича є дружина Галина Федорівна. Дружна сім'я виховала двох дочок — Вікторію та Валерію (к.ю.н.) — висококваліфікованих практикуючих юристів, онука Юрія (к.ю.н.) та онучку Олександру, які прагнуть бути гідними послідовниками діда та представляють четверте покоління юридичної династії.
Улюблений вислів: «Гарна теорія — найпрактичніша річ на світі» (А. Берг).

## Основні праці
1. Орзих М. Ф. Личность и право. — М.: «Юридическая литература», 1975. — 112 с.[5]
2. Орзих М. Ф., Крусян А. Р. Современный конституционализм в Украине. Введение в украинское конституционное право: Монография. — К.: Алерта, 2006. — 290 с.
3. Орзих М. Заметки ученого на полях проекта Конституции // Голос Украины. — 1992. — 3,, 7, 20 окт.
4. Орзіх М. П. Державний устрій України: концепція конституційної моделі // Вісник Академії правових наук України. — 1993. — № 1.
5. Орзих М. Новая Конституция Украины действует. Конституционная реформа продолжается // Юридический вестник. — 1996. — № 3.
6. Орзіх М. Територіальна організація та територіальна дія держави // Урядовий кур'єр. — 2005. — 30 вересня.
7. Орзіх М. Місцеве самоврядування в незалежній Україні: десятиріччя досягнень та прорахунків // Місцеве самоврядування: 10 років здобутків. — К., 2002.
8. Орзих М. Человеческое измерение права: доктринальная ретроспектива и современная постановка проблемы // Юридичний вісник. — 2005. — № 3. — С. 53-61.
9. Орзіх М. Парламентський контроль і державно-правова реформа // Голос України. — 1999. — 2 лист.
10. Орзіх М. Президентська республіка — різновид республіканської форми правління // Право України: Юридичний журнал. — 2009. — № 10. — С. 72-78.
11. Проблеми сучасної конституціоналістики: навч. посіб. / М. П. Орзіх, М. В. Афанасьєва, В. Р. Барський [та ін.]; за ред. М. П. Орзіха — К. : Юрінком Інтер, 2011.
12. Конституція України у судових рішеннях / Орзіх М. П., Єзеров А. А., Терлецький Д. С. — К.: Юрінком Інтер, 2011.
13. Проблемы современной конституционалистики: учеб. пособ. / М. Ф. Орзих, А. Р. Крусян [и др.]; под. ред. М. Ф. Орзиха. — К. : Юринком Интер, 2012.
14. Проблеми сучасної конституціоналістики: навч. посіб. / М. П. Орзіх, В. М. Шаповал, А. Р. Крусян [та ін.]; за ред. М. П. Орзіха. (Серія «Проблеми сучасної конституціоналістики». Випуск 2: Конституційні перетворення в Україні). — К. : Юрінком Інтер, 2012.
15. Конституционные преобразования в Украине: история, теория и практикка: Монография / под ред. М. Ф. Орзиха. — К. : Юринком Интер, 2012.

## Коротка бібліографія
1. Гомін В. Докторська висота // За наукові кадри. — 1978, 8 грудня.
2. Ляликов С. Академик Марк Орзих // Одесский вестник. — 1997, 28 июня.
3. Орзіху М. П. — 75 років // Бюлетень Товариства конституційного права. — 2000, № 24.
4. Воротнюк Г. Вездесущий Орзих // Голос Украины. — 2000, 21 ноября.
5. Contemporary Why's Who. — North Carolina (USA). ABI, 2004.
6. Наукова еліта Одещини. — Одесса: Лидеры XXI века, 2005.